# Don Juan (Byron)

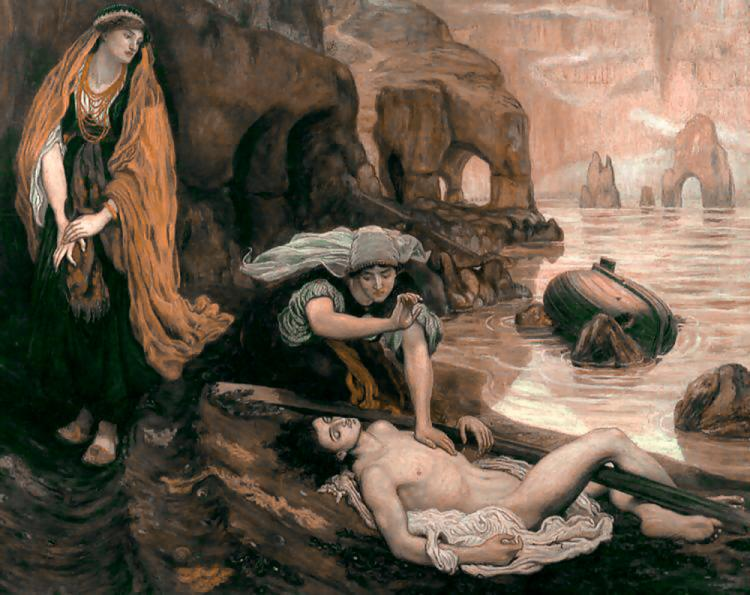
A descoberta de Juan por Haidée - c. 1878 (óleo sobre tela) - Ford Madox Brown (1821-1893)

Don Juan é um poema satírico de Lord Byron, baseado no mito de Don Juan, que o autor subverte, tratando de descrever Juan não como um conquistador cruel e insaciável (como foi considerado nas interpretações anteriores do mito, por exemplo, em Molina, Molière ou Mozart), mas como um homem facilmente seduzido pelas mulheres, que é lançado nos braços delas pela força das circunstâncias e vicissitudes do destino.
O poema é uma variação irônica e satírica sobre a estrutura épica, gênero conhecido em inglês como mock epic, e está dividido em dezessete cantos de diferentes tamanhos, composto em oitava rima, em pentâmetros jâmbicos, contando com pouco mais de duas mil estrofes, isto é, mais de dezesseis mil versos.
O próprio Byron denominou-o um "épico satírico" (Don Juan, c. xiv, st. 99); completou-lhe  dezesseis cantos e deixou o décimo sétimo inacabado, antes de sua morte, em 1824. O autor dizia não possuir um planejamento pré-estabelecido do enredo dos cantos subsequentes, embora em várias cartas admita que "assunto não lhe faltasse".
Quando os dois primeiros cantos foram publicados anonimamente em 1819, o poema foi criticado pelo seu suposto "conteúdo imoral" (vale dizer que, acerca do protagonista byroniano, Don Juan ainda moço, nada há de imoral, no entanto, alguma imoralidade será encontrada nas alusões históricas, portanto verídicas, que o narrador cita em suas inúmeras digressões), embora tenha sido imensamente popular à época, e seja bastante lido, apreciado e influente ainda hoje.
A primeira tradução integral da obra para a língua portuguesa foi realizada por Lucas Zaparolli de Agustini, em 2020. A tradução dos mais de dezesseis mil versos foi feita em verso, na mesma estrutura estrófica do original, a oitava rima.

## História
Byron  começou o primeiro canto de Don Juan nos fins de 1818, e estava trabalhando no canto décimo sétimo no começo de 1823. O poema foi publicado em partes, em diversos tamanhos e intervalos de tempo. Interrupções na composição e publicação de Don Juan foram devidos à desaprovação e desencorajamento tanto dos amigos, quanto pela hesitação e procrastinação do editor. O Canto I. foi escrito em 1818; Canto II. em Dezembro-Janeiro, 1818–1819. Ambos publicados em 15 de julho de 1819. Cantos III. e IV. foram escritos no inverno de 1819–1820; Canto V., após um intervalos de nove meses, em Outubro-Novembro de 1820, mas a publicação dos Cantos III., IV., V. foi tardada até 8 de agosto de 1821. Em junho de 1822, Byron começou a trabalhar no sexto, e em fins de março de 1823 ele havia completado o décimos sexto canto. Mas a publicação desses últimos cantos, que tinham sido recusados por John Murray, e foi finalmente confiada a John Hunt, alongou-se por um período de vários meses. Cantos VI., VII., VIII., com um Prefácio, foram publicados em 15 de julho; Cantos IX., X., XI em 29 de agosto; Cantos XII., XIII., XIV., em 17 de dezembro de 1823; Cantos XV., XVI. em 26 de março de 1824.
As alusões da vida de Byron em sua obra são diversas: o perfil de Donna Inez (mãe de Don Juan) é um retrato semi-velado tanto da mãe de Byron, quanto de sua própria esposa Annabella Milbanke (filha de Sir Ralph Milbanke), prima de Caroline Lamb.

## Sinopse

### O Argumento
Don Juan possui dois personagens principais: o jovem Juan, que nada faz, sendo apenas um joguete da narrativa, e o verdadeiro personagem, o narrador, que interrompe a cada passo sua narrativa para inserir inúmeras digressões, ironias, críticas pessoais e literárias das obras de outros poetas, de amigos e desafetos etc.
A história, contada em dezessete cantos, começa com o nascimento de Don Juan, - o que pode ser considerada uma abordagem inovadora operada sobre o mito, no qual costumeiramente Juan entrava em cena já velho, vilão contumaz, não conseguia mais seduzir ninguém e estava prestes a convidar para o jantar a estátua de pedra do comendador, feita em homenagem àquele a quem Don Juan assassinara, que lhe levaria ainda vivo para jantar no inferno. A inovação também se dá no âmbito formal, este sendo, portanto, um épico que não começa in medias res, como deveria ser na tradicional estrutura épica.
Juan, na versão byroniana, aos dezesseis anos, teve um caso com a amiga da sua mãe, Donna Júlia, de vinte e três, que era casada com Don Alfonso, cinquenta anos, que logo descobre o adultério e, por conseguinte, Don Juan vê-se obrigado a deixar apressadamente sua terra natal, indo para Cádis, para de lá tomar um navio que o levasse a Itália e França. Neste ínterim, Juan sofre um naufrágio e, após passar sérias privações no mar, sai como único sobrevivente, e é encontrado pela filha de um pirata, Haidée, princesa da ilha, sendo posteriormente vendido pelos homens de Lambro, pai de Haidée, como um escravo. A sultana Gulbeyaz adquire-o na sequência como escravo sexual. Baba, o eunuco do harém, disfarça-o de mulher e leva-o sorrateiramente pelas câmaras do gigante palácio onde Juan passará a noite com mais de mil mulheres, sem que elas possam descobrir que é um homem vestido de mulher. Don Juan junta-se ao exército russo, e salva uma garota muçulmana chamada Leila. Após esse feito heroico, conhece pessoalmente Catarina, a Grande, que o leva para sua corte na Rússia; lá, dado o frio, Juan fica doente, e é enviado para a Inglaterra, onde encontra alguém para cuidar da jovem Leila. Na sequência, algumas aventuras envolvendo a aristocracia britânica e o fantasma do monge negro e o poema se encerra no Canto XVII.

### Canto I
O poema abre com o autor explicando o motivo por escolher Don Juan como seu herói. O motivo é a falta de heróis melhores, mais adaptáveis à sua rima, naqueles tempos em que todo dia grande número de heróis surgiam. Na sequência, expõe o método que começará sua narrativa. Augusto de Campos traduziu cem oitavas de Don Juan de Byron para a língua portuguesa. Dele segue o exemplo:
| Tradução de Augusto de Campos \| Canto I, VI. \| Canto I, VI. \| \| ------------------------------------------------------------------------------------------------------------------------------------------------------------------------------------------------------------------------------------------------------------------------------------------------------------------------------------------ \| -------------------------------------------------------------------------------------------------------------------------------------------------------------------------------------------------------------------------------------------------------------------------------------------- \| \| Most epic poets plunge "in medias res" (Horace makes this the heroic turnpike road), And then your hero tells, whene'er you please, What went before—by way of episode, While seated after dinner at his ease, Beside his mistress in some soft abode, Palace, or garden, paradise, or cavern, Which serves the happy couple for a tavern. \| Poeta épicos in midias res Iniciam (Horácio assim prescreve). O herói, aqui e ali, de quando em vez, Os casos, ao revés, depois descreve, Tendo a seu lado a amante e um bom xerez, Depois da janta, sob a brisa leve, Numa palácio ou até numa caverna, Contanto que lhes sirva de taverna. \| | |
| Canto I, VI. | Canto I, VI. |
| Most epic poets plunge "in medias res" (Horace makes this the heroic turnpike road), And then your hero tells, whene'er you please, What went before—by way of episode, While seated after dinner at his ease, Beside his mistress in some soft abode, Palace, or garden, paradise, or cavern, Which serves the happy couple for a tavern. | Poeta épicos in midias res Iniciam (Horácio assim prescreve). O herói, aqui e ali, de quando em vez, Os casos, ao revés, depois descreve, Tendo a seu lado a amante e um bom xerez, Depois da janta, sob a brisa leve, Numa palácio ou até numa caverna, Contanto que lhes sirva de taverna. |

Após isso, o narrador começa a falar de Juan, nascido em Sevilha, filho de Don José e Donna Inez. Teve uma educação rigorosa e, talvez por isso, sua mãe chegou até mesmo a pensar que seu filho seria um filósofo quando crescesse. Entretanto, Donna Inez era amiga de Donna Júlia que, por sua vez, conhecia Juan desde criança. José e Inez brigavam muito e, numa feita, quando o narrador foi visitar a família, Juan jogou o conteúdo do penico em cima dele. José tinha outra mulher e Inez pediu o divórcio. Para não ter que encarar o fórum, José prefere a morte. Donna Júlia era casada, e Juan, ingênuo. Ambos se apaixonam mutuamente. Uma longa digressão alcança a narração do primeiro beijo de Juan. Décio Pignatari traduziu cerca de cinquenta trechos de Don Juan de Lord Byron para o português, entre um verso e uma oitava inteira. Eis um exemplo de sua tradução:
| Tradução de Décio Pignatari \| Canto I, CXVII. \| Canto I, CXVII. \| \| ------------------------------------------------------------------------------------------------------------------------------------------------------------------------------------------------------------------------------------------------------------------------------------------------------------------------------------------------------------------ \| ------------------------------------------------------------------------------------------------------------------------------------------------------------------------------------------------------------------------------------------------------------ \| \| And Julia’s voice was lost, except in sighs, Until too late for useful conversation; The tears were gushing from her gentle eyes, I wish, indeed, they had not had occasion; But who, alas! can love, and then be wise? Not that Remorse did not oppose Temptation; A little still she strove, and much repented, And whispering “I will ne’er consent”—consented. \| Perdeu-se a voz de Júlia nos suspiros, Tempo não houve para uma conversa; Golfavam lágrimas como reis Ciros E eu lamentei este lamento persa. Motivos houve para tantos tiros? Lutou um pouco, resistiu bastante, Disse “Não dou!” – e deu (desconcertante). \| | |
| Canto I, CXVII. | Canto I, CXVII. |
| And Julia’s voice was lost, except in sighs, Until too late for useful conversation; The tears were gushing from her gentle eyes, I wish, indeed, they had not had occasion; But who, alas! can love, and then be wise? Not that Remorse did not oppose Temptation; A little still she strove, and much repented, And whispering “I will ne’er consent”—consented. | Perdeu-se a voz de Júlia nos suspiros, Tempo não houve para uma conversa; Golfavam lágrimas como reis Ciros E eu lamentei este lamento persa. Motivos houve para tantos tiros? Lutou um pouco, resistiu bastante, Disse “Não dou!” – e deu (desconcertante). |

E uma tradução publicada recentemente de Don Juan em português é:
| Tradução de Lucas Zaparolli de Agustini \| Canto I, CXVII. \| Canto I, CXVII. \| \| ------------------------------------------------------------------------------------------------------------------------------------------------------------------------------------------------------------------------------------------------------------------------------------------------------------------------------------------------------------------ \| --------------------------------------------------------------------------------------------------------------------------------------------------------------------------------------------------------------------------------------------------------------------------------------------------- \| \| And Julia’s voice was lost, except in sighs, Until too late for useful conversation; The tears were gushing from her gentle eyes, I wish, indeed, they had not had occasion; But who, alas! can love, and then be wise? Not that Remorse did not oppose Temptation; A little still she strove, and much repented, And whispering “I will ne’er consent”—consented. \| Júlia a voz perdeu, só o arfar sobrou, Era tarde a qualquer conversação; A lágrima em seu meigo olho rolou, Nunca eu quis que lhe houvesse ocasião; Mas, ai! quando foi sábio quem amou? O Remorso se opôs à Tentação; Pouco mais lutou, mais se arrependera, Murmurando “eu não cederei” – cedera. \| | |
| Canto I, CXVII. | Canto I, CXVII. |
| And Julia’s voice was lost, except in sighs, Until too late for useful conversation; The tears were gushing from her gentle eyes, I wish, indeed, they had not had occasion; But who, alas! can love, and then be wise? Not that Remorse did not oppose Temptation; A little still she strove, and much repented, And whispering “I will ne’er consent”—consented. | Júlia a voz perdeu, só o arfar sobrou, Era tarde a qualquer conversação; A lágrima em seu meigo olho rolou, Nunca eu quis que lhe houvesse ocasião; Mas, ai! quando foi sábio quem amou? O Remorso se opôs à Tentação; Pouco mais lutou, mais se arrependera, Murmurando “eu não cederei” – cedera. |

Meses depois, Don Alfonso arma uma emboscada com seu posse comitatus e, não encontrando a princípio Juan, que estava escondido na cama, acaba por encontrá-lo depois, tendo achado uma bota de homem no quarto. Há uma briga entre ambos e Juan foge nu pela noite. Júlia para um convento é mandada, e Juan viajar pelo mundo. Há uma transcrição da última carta de Júlia para Juan. O Canto I tem duzentas e vinte e duas estrofe e as últimas vinte são apenas digressões. Byron divaga sobre as pirâmides do Egito, sobre os vícios da velhice e termina ironizando uns versos do poeta Bob Southey, o Poeta laureado a quem Byron dirigiu a virulenta "Dedicatória" irônica de seu Don Juan.

### Canto II
O Canto II. descreve como Juan sai em viagem de Cádis com seus criados e Pedrillo, seu tutor. Juan ainda está apaixonado por Donna Júlia e, logo após um período de mal-estar e enjoo no mar, uma tempestade põe a pique o navio.
| Tradução de Lucas Zaparolli de Agustini \| Canto II, X. \| Canto II, X. \| \| ------------------------------------------------------------------------------------------------------------------------------------------------------------------------------------------------------------------------------------------------------------------------------------------------------------------------------------------------------------- \| ------------------------------------------------------------------------------------------------------------------------------------------------------------------------------------------------------------------------------------------------------------------------------------------------------------------------------------ \| \| "Sooner shall Heaven kiss earth—(here he fell sicker) Oh, Julia! what is every other woe?— (For God's sake let me have a glass of liquor; Pedro, Battista, help me down below.) Julia, my love!—(you rascal, Pedro, quicker)— Oh, Julia!—(this curst vessel pitches so)— Belovéd Julia, hear me still beseeching!" (Here he grew inarticulate with retching.) \| “Antes Céu beije a terra – (aí ficou pior) Oh, Júlia! o que das outras dores acho? – (Por Deus dêem-me um pouco de licor; Pedro, Battista, ajuda aqui embaixo.) Júlia – (rápido, Pedro, biltre) – amor! Oh, Júlia! – (a nau chacoalha como o diacho) – Júlia amada, ouça meu rogo à distância!” (Aqui não pôde mais falar de ânsia.) \| | |
| Canto II, X. | Canto II, X. |
| "Sooner shall Heaven kiss earth—(here he fell sicker) Oh, Julia! what is every other woe?— (For God's sake let me have a glass of liquor; Pedro, Battista, help me down below.) Julia, my love!—(you rascal, Pedro, quicker)— Oh, Julia!—(this curst vessel pitches so)— Belovéd Julia, hear me still beseeching!" (Here he grew inarticulate with retching.) | “Antes Céu beije a terra – (aí ficou pior) Oh, Júlia! o que das outras dores acho? – (Por Deus dêem-me um pouco de licor; Pedro, Battista, ajuda aqui embaixo.) Júlia – (rápido, Pedro, biltre) – amor! Oh, Júlia! – (a nau chacoalha como o diacho) – Júlia amada, ouça meu rogo à distância!” (Aqui não pôde mais falar de ânsia.) |

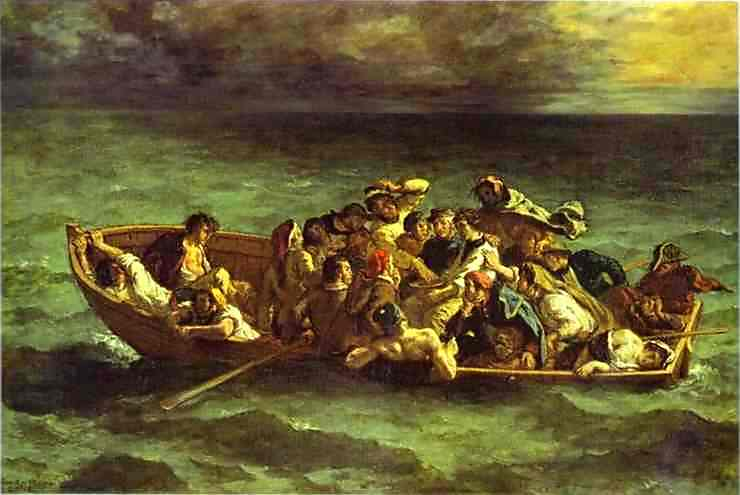
Naufrágio de Don Juan (Shipwreck of Don Juan). c. 1840. (óleo sobre tela - Louvre) - Eugène Delacroix (1798 - 1863) - 135 cm x 196 cm.

Após morrerem duzentas pessoas, o resto da tribulação se apinha num barco em que mal podia se mover. Ficam à deriva, e a comida se esgota rapidamente. A tripulação decide que alguém deve morrer para ser comido pelos outros, e usam a carta de Júlia para fazer os papéis para tirar na sorte, que recai sobre o tutor de Juan, o licenciado Pedrillo. Apesar disso, aqueles que comem Pedrillo, bebendo água salgada, ficam loucos e morrem, Juan sendo o único sobrevivente da jornada. Enfim, Juan acaba parando numa ilha das Cíclades, no Mar Egeu. Haidée e sua criada, Zoe, descobrem o jovem náufrago e cuidam dele em uma caverna próxima a praia. Após isso, Juan abre os olhos, não sabendo se em delírio ou não, e encontra Haidée, moça linda de dezessete anos, com os cabelos que lhe chegam ao calcanhar. Ela é uma espécie de princesa da ilha. Haidée tem apenas seu pai, Lambro, que é um rico pirata, dono da ilha mais rica da região. Lambro estava ausente, e inclusive davam-no por morto. Haidée e Juan se amam, mesmo sem um poder entender a língua do outro.
O Canto encerra com mais digressões, dessa vez sobre o amor, buscando traçar uma espécie de genealogia do amor na literatura, e uma breve anatomia da paixão, que envolve o coração, que é como os céus, e o fígado, onde as paixões entram e se enrolam como sobre um "chão de bosta" (dunghill's soil, no original). Byron, quando interpelado por seu grande amigo e editor, John Murray, sobre o motivo dessa imagem tão baixa num épico, que deveria se querer elevado, respondeu: "querer um poema perfeito, é desejar uma noite que seja só estrelas”.

### Canto III

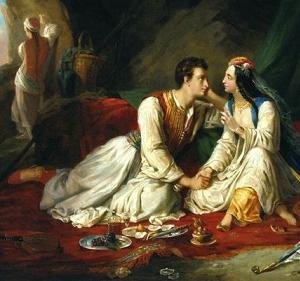
Don Juan e Haidée (Don Juan and Haidée). c. 1833 (óleo sobre tela) - Alexandre Marie Colin (1798 - 1875) - coleção privada

Este Canto abre com uma digressão a respeito do amor e do casamento. Na sequência, é narrado o retorno de Lambro, o pai pirata de Haidée, que todos julgavam ter morrido, numa espécie de sátira do retorno de Ulisses a Ítaca. Há uma longa narrativa das comemorações que Juan e Haidée celebram na ilha, no estilo de um catálogo épico: o banquete, as virgens dançando, as crianças brincando, os sufis, os pratos, as frutas, o sorvete, um anão, as vestimentas de Haidée e Juan, a henna que ela usa, e, enfim, o poeta do jantar. Ao falar do poeta, Byron aproveita a deixa para ironizar novamente Robert Southey. O poeta do banquete, em seguida, entoa uma canção, que ficou conhecida como "As Ilhas da Grécia" (The Isles of Greece): com métrica, ritmo, estrutura estrófica distintos, essa canção é um hino pela independência da Grécia, que se encontrava escravizada pelo Império Otomano. A canção foi traduzida interinamente (com métrica e esquema rímico que mal lembram o original), por Péricles Eugênio da Silva Ramos.
| Tradução de Péricles Eugênio da Silva Ramos \| Canto III, 1. \| Canto III, 1. \| \| ---------------------------------------------------------------------------------------------------------------------------------------------------------------------------------------------------------------------------- \| --------------------------------------------------------------------------------------------------------------------------------------------------------------------------------------------------------------------------------- \| \| The Isles of Greece, the Isles of Greece! Where burning Sappho loved and sung, Where grew the arts of War and Peace, Where Delos rose, and Phoebus sprung! Eternal summer gilds them yet, But all, except their Sun, is set. \| As ilhas da Grécia, as ilhas da Grécia! Onde a ardente Safo amou e cantou, Onde a arte da guerra e a da paz cresceram, E Delos surgiu, que a Apolo abrigou! Um eterno verão as doura ainda, Mas tudo, exceto o sol, já descambou. \| | |
| Canto III, 1. | Canto III, 1. |
| The Isles of Greece, the Isles of Greece! Where burning Sappho loved and sung, Where grew the arts of War and Peace, Where Delos rose, and Phoebus sprung! Eternal summer gilds them yet, But all, except their Sun, is set. | As ilhas da Grécia, as ilhas da Grécia! Onde a ardente Safo amou e cantou, Onde a arte da guerra e a da paz cresceram, E Delos surgiu, que a Apolo abrigou! Um eterno verão as doura ainda, Mas tudo, exceto o sol, já descambou. |

Já no fim do Canto, encontram-se mais digressões; ora a respeito da risível vaidade da Glória, ora sátira a respeito dos lake poets, seguida por um trecho lírico em louvor do pôr do sol, a hora do Ave-Maria. Esta digressão romântica de Byron foi traduzida por Francisco Otaviano, poeta e tradutor brasileiro do período Romântico; um trecho é:
| Tradução de Francisco Otaviano \| Canto III, CVII., CVIII. \| Canto III, CVII,, CVIII. \| \| ------------------------------------------------------------------------------------------------------------------------------------------------------------------------------------------------------------------------------------------------------------------------------------------------------------------------------------------------------------------------------------------------------------------------------------------------------------------------------------------------------------------------------------------------------------------------------------------------------------------------------------------------------------------------------------------------------------------------------------------------------ \| ------------------------------------------------------------------------------------------------------------------------------------------------------------------------------------------------------------------------------------------------------------------------------------------------------------------------------------------------------------------------------------------------------------------------------------------------------------------------------------------------------------------------------------------------------------- \| \| Oh, Hesperus! thou bringest all good things — Home to the weary, to the hungry cheer, To the young bird the parent's brooding wings, The welcome stall to the o'erlaboured steer; Whate'er of peace about our hearthstone clings, Whate'er our household gods protect of dear, Are gathered round us by thy look of rest; Thou bring'st the child, too, to the mother's breast. Soft Hour! which wakes the wish and melts the heart Of those who sail the seas, on the first day When they from their sweet friends are torn apart; Or fills with love the pilgrim on his way As the far bell of Vesper makes him start, Seeming to weep the dying day's decay; Is this a fancy which our reason scorns? Ah! surely Nothing dies but Something mourns! \| Tudo o que há de mais grato, a ti devemos, ó Héspero: - ao romeiro fatigado dás a hospedagem: - a cansado obreiro, a refeição da tarde; - ao passarinho, a asa da mãe; - ao boi, o aprisco: toda a paz que se goza em torno aos lares, o quente, o meigo aninho dos penates, descem contigo à hora do repouso, tu coas n'alma o doce da saudade; moves o coração, que a vez primeira sai da terra natal, deixa os amigos, e anda à mercê das ondas do oceano: enterneces, enfim, o peregrino ao som da torre, cuja voz sentida como que chora o dia moribundo \| | |
| Canto III, CVII., CVIII. | Canto III, CVII,, CVIII. |
| Oh, Hesperus! thou bringest all good things — Home to the weary, to the hungry cheer, To the young bird the parent's brooding wings, The welcome stall to the o'erlaboured steer; Whate'er of peace about our hearthstone clings, Whate'er our household gods protect of dear, Are gathered round us by thy look of rest; Thou bring'st the child, too, to the mother's breast. Soft Hour! which wakes the wish and melts the heart Of those who sail the seas, on the first day When they from their sweet friends are torn apart; Or fills with love the pilgrim on his way As the far bell of Vesper makes him start, Seeming to weep the dying day's decay; Is this a fancy which our reason scorns? Ah! surely Nothing dies but Something mourns! | Tudo o que há de mais grato, a ti devemos, ó Héspero: - ao romeiro fatigado dás a hospedagem: - a cansado obreiro, a refeição da tarde; - ao passarinho, a asa da mãe; - ao boi, o aprisco: toda a paz que se goza em torno aos lares, o quente, o meigo aninho dos penates, descem contigo à hora do repouso, tu coas n'alma o doce da saudade; moves o coração, que a vez primeira sai da terra natal, deixa os amigos, e anda à mercê das ondas do oceano: enterneces, enfim, o peregrino ao som da torre, cuja voz sentida como que chora o dia moribundo |

Por fim, o narrador reconhece que sua digressão foi longe demais e encerra assim o Canto III.

### Canto IV
Novamente o Canto inicia com digressões. Augusto de Campos traduziu apenas a primeira estrofe do Canto IV.
| Tradução de Augusto de Campos \| Canto IV, I. \| Canto IV, I. \| \| ---------------------------------------------------------------------------------------------------------------------------------------------------------------------------------------------------------------------------------------------------------------------------------------------------------------------------------------------------------- \| -------------------------------------------------------------------------------------------------------------------------------------------------------------------------------------------------------------------------------------------------------------------------------------- \| \| Nothing so difficult as a beginning In poesy, unless perhaps the end; For oftentimes when Pegasus seems winning The race, he sprains a wing, and down we tend, Like Lucifer when hurled from Heaven for sinning; Our sin the same, and hard as his to mend, Being Pride, which leads the mind to soar too far, Till our own weakness shows us what we are. \| Nada é mais difícil que o começo Em poesia, a menos que se trate Do final, porque quando eu já pareço Ganhar o páreo, eis que uma asa bate E eu caio como Lúcifer e desço; Nosso pecado sobre nós se abate - O orgulho, que nos faz subir ao alto Até que a falta corte o nosso salto. \| | |
| Canto IV, I. | Canto IV, I. |
| Nothing so difficult as a beginning In poesy, unless perhaps the end; For oftentimes when Pegasus seems winning The race, he sprains a wing, and down we tend, Like Lucifer when hurled from Heaven for sinning; Our sin the same, and hard as his to mend, Being Pride, which leads the mind to soar too far, Till our own weakness shows us what we are. | Nada é mais difícil que o começo Em poesia, a menos que se trate Do final, porque quando eu já pareço Ganhar o páreo, eis que uma asa bate E eu caio como Lúcifer e desço; Nosso pecado sobre nós se abate - O orgulho, que nos faz subir ao alto Até que a falta corte o nosso salto. |

O narrador descreve, em seguida, o sono de Haidée e Juan, e também o sonho que Haidée tem. Em meio ao sonho, ela vê Juan, desfalecido, e seu rosto se desfigura, e, num momento de vigília, o rosto de Juan revela ser o rosto de Lambro, pai de Haidée. Juan levanta, pega a espada, mas num assovio os homens de Lambro chegam e acertam Juan, que é tirado de cena desmaiado e ensanguentado. Haidée sofre um AVC e não fala mais com ninguém, num estado de torpor. Após doze dias, Haidée morre, levando consigo um filho de Don Juan.
Juan, quando acorda, se vê em alto-mar, indo ser vendido como escravo em Constantinopla. No porão onde se encontra, há uma trupe de músicos e atores que foram vendidos pelo próprio empresário como escravos. No fim do canto, podem ser vistas mais das digressões sistemáticas que o narrador perpetra na história. Em meio a essas digressões, Byron ironiza a "Sociedade da Meia Azul", conjunto de mulheres que se reuniam na Inglaterra para discutir literatura. Péricles Eugênio da Silva Ramos traduziu cinco dessas estrofes, dando o título da sua tradução desse trecho de "Os Graus do Azul".

### Canto V
Juan é comprado pela sultana Gulbeyaz, para servir de escravo. Para isso, precisa entrar no harém disfarçado de mulher. Há uma longa descrição do harém e dos aposentos reais de Gulbeyaz. Juan está no mercado de escravos. Ele conversa com um Inglês, contando sobre seu amor perdido, enquanto que o mais experiente, John, diz que ele teve de fugir de sua terceira esposa. Um negro eunuco do seraglio, Baba, compra Juan e John, e leva os infiéis para o palácio. Ele os leva para uma câmara interna, onde ele insiste que Don Juan se vista como uma mulher e o ameaça com a castração se ele resistir. Finalmente, Juan é colocado em um salão imperial para atender a sultana, Gulbeyaz, uma bela jovem de 26 anos que é a quarta, e menos favorita, mulher do sultão. Cheio de teimosia e orgulho, ele se recusa a beijar seu pé mas finalmente cede e beija sua mão. Ela tinha visto Juan no mercado e pediu para Baba secretamente comprá-lo para ela, apesar do risco de ser descoberta pelo sultão. Ela quer Juan para "amá-la", e se joga em seu peito. Mas ele ainda pensa em Haidée e rejeita os avanços dela, dizendo: "A água aprisionada não será par, nem eu / Servir uma fantasia sensual de uma sultana." Ela é tomada de surpresa, furiosa, e pensa em decapitá-lo, mas irrompe em lágrimas, em vez disso. Antes que eles possam progredir na sua relação, Baba se apressa em anunciar que o Sultão está chegando: "O próprio Sol me enviou como um raio / Para indicar que ele está chegando neste caminho." O sultão chega, precedido por um desfile de donzelas, eunucos, etc... Olhando ao redor, ele toma nota da atraente mulher Cristã (Juan), expressando pesar que uma mera Cristã deva ser tão bonita (Juan é um giaour, ou não-Muçulmano). Byron comenta a necessidade de garantir a castidade das mulheres nesses climas infelizes — que "casamento e um cadeado significam o mesmo."

### Canto VI
O sultão se retira com Gulbeyaz. Juan, ainda vestido como uma mulher, é levado para a lotada seraglio. Ele é convidado a compartilhar um sofá com a jovem e adorável Dudù, de 17 anos de idade. Quando perguntam o seu nome, Don Juan chama-se Juanna. Ela é "uma espécie de Vênus sonolenta... muito apta para matar o sono... Seus talentos eram da classe mais silenciosa... pensativos..." Ela dá em Juanna um casto beijo e tira a roupa. A câmara das quase sem roupas está adormecida às 3 da manhã. Dudù, de repente, grita e acorda agitada, enquanto Juanna ainda está dormindo e roncando. As mulheres perguntam a causa do seu grito, e ela se refere a um sugestivo sonho de estar em uma floresta como Dante, de retirar uma relutante maçã dourada agarrada tenazmente ao seu ramo (que em última vontade cai), de quase morder o fruto proibido quando uma abelha surge e a ferroa no coração. A matrona do seraglio decide colocar Juanna com outra odalisca, mas Dudù implora para mantê-la em sua própria cama, escondendo seu rosto no busto de Juanna. O poeta não explica por que ela gritou.
Na parte da manhã, a sultana pede a Baba para lhe dizer como Don Juan passou a noite. Ele diz sobre a estadia "dela" em seraglio, mas cuidadosamente omite detalhes sobre Dudù e o seu sonho. Mas a sultana suspeita, no entanto, fica furiosa, e instrui Baba a matar Dudù e Juan de modo normal (afogamento). Baba implora a ela que a morte de Juan não vai curar o que a aflige. A sultana convoca Dudù e Juan. Pouco antes de o canto terminar, o narrador explica que a "Musa vai dar um pequeno toque na guerra."

### Canto VII
Juan e John Johnson escaparam de seraglio com duas mulheres e chegaram durante o cerco de Ismail (historicamente em 1790), uma fortaleza Turca na foz do Danúbio no Mar Negro. Marechal-de-campo Suvaroff, um oficial do exército russo, está se preparando para um ataque final contra a fortaleza cercada. A batalha se enfurece. Disseram a ele para "tomar Ismail qualquer que seja o preço" pelo Príncipe Potemkin, o comandante-chefe do exército russo. A imperatriz Cristã Catarina II é a chefe de Estado da Rússia. John Johnson aparece para Suvaroff (com quem ele já serviu no campo de batalha em Widdin) e o apresenta ao seu amigo Juan — ambos estão prontos para se juntar à luta contra os "pagãos" Turcos. Suvaroff está infeliz com as mulheres que os dois homens trouxeram, mas afirmam que elas são esposas de outros homens, e que as mulheres ajudaram em sua fuga. Suvaroff permite que as mulheres fiquem.

### Canto VIII
Juan e John juntam-se sem medo e bravamente no  ataque selvagem a Ismail. Eles escalam as paredes da cidade e marcham para a batalha. A conquista de Ismail causa a morte de mais de 40.000 Turcos, entre eles mulheres (algumas das quais são estupradas) e crianças. Juan nobremente resgata uma menina muçulmana de dez anos de dois assassinos Cossacos com a intenção de matá-la, e imediatamente resolve adotá-la como sua própria filha. Um nobre Tártaro khan bravamente luta até a morte ao lado de seus cinco filhos, como foi instruído por Mahomet, presumivelmente para ser recompensado com houris no céu.
Juan é um herói e é enviado para São Petersburgo, acompanhado pela garota Muçulmana, que ele promete proteger. Seu nome, Leila, só é revelado no Canto X.

### Canto IX
Trajado como um herói de guerra em uniforme militar, Juan causa uma boa impressão com sua bela figura na corte de Catarina II, que o deseja. Ela tem cerca de 48 anos de idade (historicamente, na verdade, 61 ou 62 anos) ou "na flor da idade". O jovem torna-se um de seus favoritos e fica lisonjeado pelo seu interesse, assim como sua promoção por conta disso. "O amor é a vaidade,/Egoístas em seu início como em seu fim,/Exceto quando é uma mera insanidade". Carinhosamente, Juan ainda se preocupa com a garota muçulmana que ele resgatou.

### Canto X
Juan fica doente por causa do frio russo e então é enviado para a Inglaterra e seu clima mais ameno. Seu trabalho é o de um enviado especial, com a vaga tarefa de negociar algum tratado ou outro, mas não é nada mais do que uma sinecura para justificar a Imperatriz Catarina na proteção de sua saúde e de carregá-lo com dinheiro e presentes caros.

### Canto XI
Juan chega na Inglaterra e finalmente faz seu caminho para Londres, onde ele se encontra meditando sobre a grandeza da grã-Bretanha como uma defensora das liberdades — até que ele é interrompido por um assaltante Cockney, exigindo dinheiro com ameaças. Juan atira contra o homem e, sendo de forte consciência, em seguida, lamenta sua pressa e tenta cuidar do assaltante moribundo. No entanto, seus esforços falham, e após murmurar as últimas palavras, o assaltante morre na rua.
Mais tarde, Don Juan é recebido na corte inglesa, com as costumeiras admirações por sua aparência, vestes e beleza, embora cause o ciúme de alguns dos colegas mais velhos.
Neste Canto, Byron faz o seu famoso comentário sobre John Keats, "que foi morto por uma crítica".

### Canto XII
Don Juan procura um tutor adequado e guardião para Leila, a orfã da cidade destruída de Ismail. Ele encontra uma em Lady Pinchbeck, uma mulher atacada por rumores sobre sua castidade, mas que geralmente é considerada uma pessoa boa e com uma inteligência admirável.

### Canto XIII
Lady Adeline Amundeville e seu marido Lorde Henry  Amundeville recebem em sua casa Juan e outros. Ela é "a mais fatal que Juan já conheceu", a "abelha-rainha, a taça de tudo o que é justo,/Cujos encantos fizeram todos os homens falarem e as mulheres ficarem sem palavras". Relações diplomáticas muitas vezes reuniam Juan ("o enviado de uma missão russa secreta ") e Lorde Henry, este faz amizade com Juan e faz dele um convidado frequente em sua mansão em Londres. Os Amundevilles convidam inúmeros ilustres convidados para uma festa em sua propriedade rural. A paisagem da propriedade, bem como a decoração dentro de sua casa, são descritas. Isto é seguido por um catálogo de provocações das senhoras, senhores e as atividades nas quais eles participam. Byron vê toda esta festa como o inglês "ennui" (tédio, em português). O canto termina com todos se retirando aos seus aposentos.

### Canto XIV
Juan se sai bem em uma caça à raposa. Ele é atraente para as mulheres, incluindo a Duquesa de Fitz-Fulke, que começa a flertar com ele. Lady Adeline tem ciúmes da Duquesa (que teve vários casos amorosos), e resolve proteger o "inexperiente" Juan de sua sedução. Juan e Adeline têm 21 anos de idade. Lady Adeline tem um coração vazio, e um casamento frio mas bem-sucedido. Ela não está apaixonada por Juan, mas o poeta só mostra se eles têm um caso amoroso (aparentemente não) mais tarde. O ditado popular "a verdade é mais estranha que a ficção" origina-se este canto: "'É estranho, mas é verdade; a verdade é sempre estranha; mais estranha que a ficção."

### Canto XV
Lady Adeline está em risco de perder sua honra por Juan. Juan tem um jeito sedutor porque ele nunca parece ansioso ao seduzir. Ele não aceita nem reivindica superioridade. Adeline aconselha Juan a se casar, mas ele reconhece que as mulheres por quem que ele é atraído tendem a já serem casadas. Adeline tenta encontrar uma pretendente adequada para Juan, mas intencionalmente omite a menção da atraente Aurora Raby de 16 anos, uma Católica. Juan é atraído por ela - ela é mais pura que as demais, e o lembra de seu amor perdido, Haidée. Um elaborado jantar é descrito em detalhe. Juan está sentado entre Adeline e Aurora. Aurora tem pouco a dizer, inicialmente, se solta apenas um pouco durante o jantar.

### Canto XVI
Juan está encantado com a bela Aurora, e pensa nela em seus aposentos. À noite, ele entra no salão, observando a galeria de pinturas. Ele ouve passos, e vê um monge de capuz e miçangas. Ele se pergunta se é um fantasma, ou apenas um sonho. Ele não vê o rosto do monge, apesar de que ele passa e repassa várias vezes.
Na manhã seguinte, em reação a como Juan parece pálido, Adeline empalidece, a Duquesa de Fitz-Fulke olha para Juan rígido, e Aurora o avalia "com uma espécie de calma surpresa". Adeline imagina se ele está doente, e Lorde Henry acha que ele pode ter visto o "Frade Negro". Ele relata a história do "espírito destas paredes", que costumava ser visto muitas vezes, mas não tinha sido visto nos últimos tempos. Lorde Henry, ele mesmo, tinha visto o Frade Negro em sua lua-de-mel. Adeline se oferece para cantar a história do fantasma, acompanhando-a em sua harpa. Aurora permanece em silêncio, mas Lady Fitz-Fulke parece maliciosa após a canção. O narrador sugere que Adeline tinha cantado para fazer Juan rir e sair de seu desânimo. Juan tenta levantar o seu espírito, enquanto a casa se agita em preparação para outra festa. Antes disso, no entanto, uma menina grávida do interior e outros peticionários apresentam-se a Lorde Henry, na sua qualidade de juiz de Paz.
No banquete, Juan está preocupado com seus pensamentos novamente. Quando ele olha para Aurora, ele flagra um sorriso em seu rosto, mas não tem certeza de seu significado, uma vez que Aurora fica pálida e apenas um pouco corada. Adeline cumpre seus deveres como anfitriã, enquanto a Duquesa de Fitz-Fulke está muito à vontade.
Eles se recolhem à noite. Juan pensa em Aurora, que tem despertado sentimentos nele, os quais ultimamente estavam perdidos. Depois de voltar ao seu quarto, ele ouve passos na ponta dos pés novamente, depois de sentar-se à espera do fantasma. Suas portas se abrem, e novamente é o Frade negro escondido em sua solene capa. Ele encurrala o frade contra a parede, e então de repente percebe que o "fantasma" tem hálito doce, uma silhueta encurvada, lábios vermelhos, pérolas, e um belo busto. Quando o capuz cai, o "frade" se revela a voluptuosa Duquesa de Fitz-Fulke.

### Canto XVII
Um Canto que Byron não conseguiu concluir, mas acrescentou frases até à sua morte, carece de qualquer narrativa e mal menciona o protagonista. Ao contrário, é uma resposta a seus críticos que discordavam de seus pontos de vista sobre o fundamento de que "Se você estiver certo, então todo mundo está errado!". Em sua defesa, ele diz que muitas pessoas importantes que têm sido considerados estranhos e revolucionários, incluindo Martinho Lutero e Galileu.
O Canto termina à beira de retomar a história do Canto XVI, onde Don Juan foi deixado "sob a luz do luar."

## Nome e Motivo

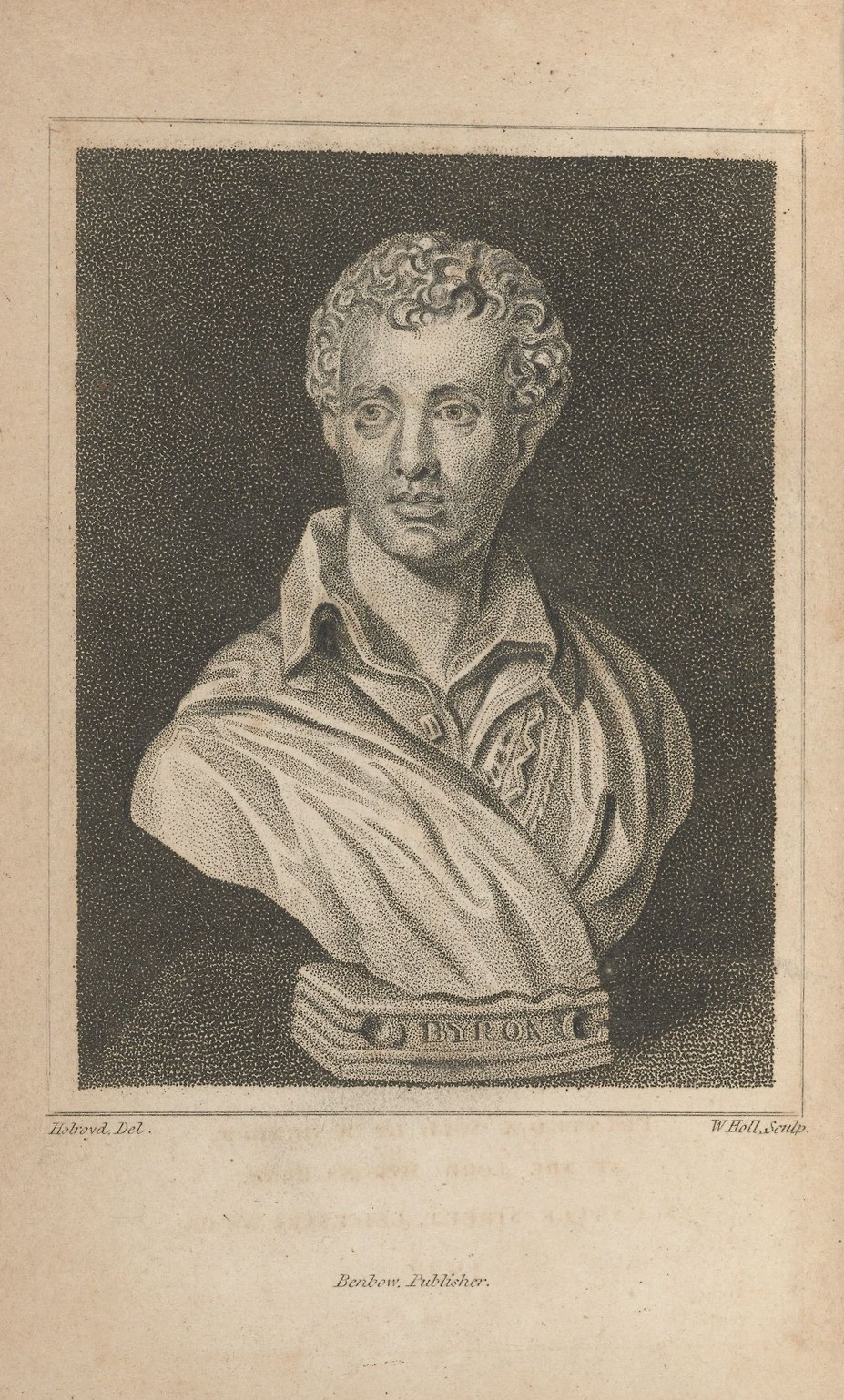
Frontispício de 1824 edição de Don Juan, impresso por Benbow

Muitas observações e reflexões de Byron, sobre o motivo por trás de seu poema são "paradoxos bem-humorados... provocadas pelo conselho e oposição. Por exemplo... na escrita de Thomas Moore, ele diz, 'eu terminei o primeiro canto... de um poema em que o estilo e a forma de Beppo, estimulados pelo bom sucesso do mesmo. Quis ser um pouco silencioso e jocoso sobre cada coisa. Mas duvido que ele não seja - muito livre nestes dias tão modestos."
A opinião crítica, se alinhou com a opinião de que o poema foi  "muito livre", mas um mês depois dos dois primeiros cantos terem sido emitidos, Byron escreveu para Murray, "Você me perguntou sobre o plano de Donny Johnny; eu não tenho nenhum plano — eu não tinha nenhum plano; mas eu tinha ou tenho materiais... Você é muito sério e ansioso acerca de um trabalho nunca destina-se a ser grave. Vocês acham que eu poderia ter qualquer intenção, senão para rir e fazer rir? — uma sátira divertida, com um pouco de poesia que poderia ser ajudada, foi o que eu quis dizer."... Após a conclusão, mas antes da publicação do Cantos III., IV., V., em uma outra carta para Murray, ele escreve, "O Quinto está tão longe de ser o último de Don Juan, que é quase o início. Eu quis levá-lo para o tour da Europa, com uma mistura apropriada de cerco, batalha, e de aventura, para fazer com que ele termine como Anacharsis Cloots na Revolução francesa.... Eu queria ter feito dele um Cavaleiro Servente na Itália, e uma causa para o divórcio na Inglaterra, e um Sentimental Werther com cara de homem, na Alemanha, para mostrar os diferentes ridículos da sociedade em cada um desses países, e ter apresentado ele de forma gradual gâté e blasé, como ele ficou mais velho, como é natural. Mas eu não tinha consertado se ele acaba no Inferno, ou em um casamento infeliz, não saberíamos o qual seria o pior."
Por outro lado, tem sido argumentado que "Byron, não 'faz piada' de Don Juan 'pela falta de pensamento.". Em vez disso, ele tinha encontrado uma coisa a dizer, e ele deve fazer o mundo ouvir. Ele tinha lido, embora com reprovação furiosa, as críticas de Coleridge (Charles Maturin's) o Narrador" , onde Coleridge descreve o lendário Don Juan como uma figura que não é diferente de Childe Harold, ou para essa matéria, o próprio Byron:
"Classe, afortunado, sagaz, com talento, com conhecimento adquirido, e realizações liberais, com beleza, saúde vigorosa... todas estas vantagens, elevado pelos hábitos e simpatias de nascimento nobre e de caráter natural, são... combinações em Don Juan, de modo a dar-lhe os meios de levar em todas as suas conseqüências práticas a doutrina de uma natureza de um ateu... Obediência à natureza é a única virtude." Novamente, "não é a maldade de Don Juan... que constitui o caráter de uma abstração, ...mas a rápida sucessão dos atos correspondentes e incidentes, a sua superioridade intelectual, e a esplêndida acumulação de seus dons e qualidades desejáveis como coexistentes com toda a maldade em uma e a mesma pessoa."
Portanto, é concebível que Byron leia estas passagens como uma sugestão ou um desafio, ou ambos "Byron não estava desiludido quanto à grosseria de Don Juan, [embora ele protestou] que ele foi protegido pela grosseria superior de Ariosto e de La Fontaine, de Prior e de Fielding. ...Quando Murray o acusou com 'aproximações à indelicadeza', ele ri do eufemismo, mas quando Hobhouse falava para ele ' sobre moralidade', ele chama, 'eu acho que ele é o mais moral dos poemas.' Ernest Hartley Coleridge conclui que Byron "olhou a sua grande obra como um todo, e ele sabia que o 'aison d'être de sua música' não foi só para comemorar, mas, pela luz da verdade, para representar e apresentar as grandes coisas do mundo—Amor e Guerra, e a Morte por mar e terra, e o Homem, metade anjo, metade demônio, a comédia de suas fortunas, e a tragédia de suas paixões e seu destino".
Durante os séculos 17 e 18, a Espanha sofreu um rápido declínio do poder na Europa. Esta queda foi acompanhada pelo que muitos viram como em relação a pobreza cultural, quando comparado à França [carece de fontes]. Por Byron tempo, a cultura espanhola foi muitas vezes considerado arcaico e exótico. Isso levou a um Romântico valorização da cultura espanhola. Muitos estudiosos notam este trabalho como um excelente exemplo de exotismo espanhol.

## Mito de Don Juan
Don Juan é a outra face do Fausto. Ambos os mitos surgem e se insurgem no cristianismo: um quer alcançar a plenitude através da sabedoria, o outro, por meio da satisfação sexual. Representam as duas maiores cobiças humanas. Fausto faz um pacto com Mefisto; Don Juan vai para o inferno ainda em vida, isto é, antes de morrer (o chão se abre e ele é sugado para dentro da terra). Essa é a versão clássica do mito, como se vê em O Convidado de Pedra e o Burlador de Sevilha, de Tirso de Molina.
O tratamento que Byron confere ao mito é bastante diferente: seu épico não começa in medias res, como é comum na estrutura épica, mas começa a narrativa pela infância de Juan. Don Juan não seduz nenhuma mulher na obra byroniana. É um jovem inocente lançado pelo destino a toda sorte, que vai sendo paulatinamente corrompido pelos vícios das sociedades, às quais o autor critica como moralista, influenciado por suas leituras de Montaigne. Ao contrário do mito tradicional, nada é dito do "convidado de pedra" na versão de Byron; entretanto, no canto décimo sétimo, é Juan que vai como convidado para jantar e acaba recebendo a visita do fantasma do monge negro... seria mesmo um fantasma? ou uma mulher, a versão feminina de Juan, uma sedutora contumaz, que chega para seduzir o rapaz? 

## Dedicação a Robert Southey
Esse poema é dedicado, com certo desprezo, a Robert Southey, na época, o Poeta Laureado - "Você, Bob! é bastante insolente, você sabe, / Em estar decepcionado em seu desejo/ Para substituir todas as toutinegras aqui embaixo, / E ser o único Melro-preto no prato". Em sua primeira publicação, Byron adverte Murray: "Como o poema é para ser publicado anonimamente, omita a dedicação. Não vou atacar o cão no escuro. Tais coisas são para canalhas e [renegadoes] como a si mesmo".  "de acordo com o editor da obra Obras de Lord Byron de 1833, a existência da dedicação "tornou-se notória" em consequência do artigo de Hobhouse na revista Westminster Review, de 1824. Ele acrescenta, pelo consolo de Southey e seu encorajamento, que "durante anos os versos foram vendidos nas ruas como um cartaz", e que não "teriam finalidade de excluí-los, na presente ocasião". Mas Southey não foi [appeased]. Ele disse a Allan Cunningham que "a nova edição das obras de Byron é....um dos piores sintomas dos tempos ruins". 
A dedicação também aborda o problema com os Poetas do Lago em geral:
Você - Senhores! por força da longa reclusão / por melhor companhia, ter mantido a sua própria... Não é uma estreiteza de tal noção, / Que me faz desejar que vocês tivessem mudado seus lagos pelo Oceano
e, especificadamente:
E Coleridge, também, tomou asas, / Mas como um falcão sobrecarregado com sua capa, -/ -, Explicando Metafísica para a nação / quem dera ele explicasse sua Explicação;
Wordsworth:
É a poesia - pelo menos pela sua afirmação 
e o antecessor de Southey como o Laureado, Henry James Pye, no uso de trocadilho com a velha música, Cantar uma Canção de Sixpense
vinte e quatro Melros-negros em um pye. 

## Reputação
Walter Scott sustentou que seu criador "abraçou todos os temas da vida humana, e soava cada corda da harpa divina, desde a mínima até os seus mais poderosos e incríveis tons." Goethe descreveu Don Juan como "uma obra de um gênio ilimitado".
Percy Bysshe Shelley, sobre a recepção dos Cantos III, IV, V, deu testemunho de sua "admiração e deleite:" "Este poema carrega consigo de uma vez só o selo de originalidade e desafio de imitação. Nada parecido jamais foi escrito em inglês, nem, se eu puder me aventurar a profetizar, haverá, a menos que tenha sobre ele a marca de uma luz  secundária e emprestada... Você está construindo um drama," ele acrescenta, "como a Inglaterra ainda não viu, e a tarefa é suficientemente nobre e digna de você." Mais uma vez, sobre o quinto canto, ele escreve, "Cada palavra tem o selo da imortalidade... Preenche, em um certo grau, o que eu há muito tempo preguei de produzir — algo inteiramente novo e em relação à idade, e ainda infinitamente bela".
Finalmente, Algernon Charles Swinburne, nem discípulo, nem encomiasta de Byron, paga eloquente homenagem à força e esplendor de Don Juan: "Entre as estrofes... vamos nadar para a frente como sobre a" ampla costas do mar;' eles quebram e brilham, silvam e riem, murmuram e movem-se como as ondas que soam ou que diminuem. Há neles uma deliciosa resistência, um elástico movimento, de água salgada e de água doce não tem. Não é sobre eles um grande salutares do ar, cheio de luz vívida e vento constante, o que só é sentida no mar. A vida ondula e Morte palpitas no esplêndido versículo... Este dom da vida e a variedade é a qualidade suprema de Byron chefe do poema".

## Estrutura
O poema está em pentâmetro iâmbico de oito versos com rima no estilo ab ab ab cc - muitas vezes, o último dístico é usado como um verso cômico ou humor bathos. Este estilo de rima é conhecido como oitava rima (ou ottava rima). Em italiano, por causa dos finais rimados, o efeito da oitava rima é muitas vezes altamente cômico ou altamente trágico. Por causa dos poucos finais rimados, o efeito da oitava rima em inglês é muitas vezes cômico, e Byron a escolheu por esse motivo.  

## Traduções e estudos

### Traduções em português
- J. Luz - traduziu a canção "O Monge Negro", cerca de dez estrofes

- Francisco Otaviano - traduziu "O Crepúsculo da Tarde", cerca de sete estrofes
- João Vieira - tradução em prosa, apenas do que concerne à narrativa de Don Juan, não traduzindo as digressões, que são a maior parte da obra.
- Péricles Eugênio da Silva Ramos - traduziu os trechos "As Ilhas da Grécia", cerca de quinze estrofes, e "Intensidades do Azul", cerca de cinco estrofes.
- Décio Pignatari - traduziu cerca de cinquenta trechos de vários Cantos, entre oitavas inteiras e apenas versos.
- Augusto de Campos - traduziu cem oitavas, isto é, oitocentos versos
- Roberto Schraam - traduziu a Dedicatória, aproximadamente quinze estrofes
- Lucas Zaparolli de Agustini - único tradutor a realizar a tradução integral da obra[4]

### Estudos em língua portuguesa
- AGUSTINI, Lucas de Lacerda Zaparolli de. O pé em que anda o Byron coxo no Brasil da tradução: com Don Juan. Tradução em Revista, v. 14, n. 1, p. 188-207, jan./jun. 2013b.[12]

- AGUSTINI, Lucas de Lacerda Zaparolli de. Don Juan de Lord Byron: tradução integral, comentário e notas. 2020. Tese (Doutorado em Estudos da Tradução) - Faculdade de Filosofia, Letras e Ciências Humanas, Universidade de São Paulo, São Paulo, 2020. doi:10.11606/T.8.2020.tde-04112020-165435. Acesso em: 2020-11-09.[4]

- LACERDA, Daniel. Lord Byron - Poeta crítico: as di(trans)gressões metalinguísticas em Don Juan. 2008. 214 f. Tese – Universidade Federal do Paraná. Curitiba, 2008.[13]

- ZEMBRUSKI, Soeli Staub. A Tradução da Ironia em Don Juan de Lord Byron: uma análise dos fragmentos traduzidos ao português do Brasil. 2013. 212 f. Tese (Doutorado em Estudos da Tradução) – Programa de Pós-Graduação em Letras, Universidade Federal de Santa Catarina.[14]